# エリアス・マルテーロ・クルゼウ
エリアス（Elias）ことエリアス・マルテーロ・クルゼウ（ポルトガル語: Elias Martello Curzel、1995年7月12日 - ）は、ブラジルのサッカー選手。ポジションはGK。

## クラブ歴
ECジュベントゥージでトップチームに昇格したが、下部組織時代はジュベントゥージのみならず州内の他クラブにも在籍していた。コパFGFで2014年8月6日に選手デビュー。2015年にトップチームに昇格
。アイルトンの控えであったが、レッドブル・ザルツブルクへと移籍したために正ゴールキーパーに昇格、カンピオナート・ブラジレイロ・セリエCでゴールマウスを守った。2016年はコパ・ド・ブラジル躍進の立役者として活躍。フォルタレーザEC戦でカンピオナート・ブラジレイロ・セリエB昇格も決めたが、その際に宿泊しているホテルの前で花火をしたため、相手サポーターから大批判を受けた。2016年12月9日に2018年まで契約を更新した。
2016年12月20日にカンピオナート・ブラジレイロ・セリエAのアソシアソン・シャペコエンセ・ジ・フチボウに1年の期限付き移籍、ラミア航空2933便墜落事故で犠牲となったダニーロの後継者としての移籍であった。2018年に完全移籍し、ECヴィトーリアに期限付き移籍した。

## タイトル
シャペコエンセ
- カンピオナート・カタリネンセ: 2017, 2020
- カンピオナート・ブラジレイロ・セリエB: 2020